# Mike Stoller
Michael Stoller, noto come Mike Stoller (New York, 13 marzo 1933), è un compositore statunitense.
La sua notorietà è legata in modo particolare ai brani musicali scritti insieme al paroliere Jerry Leiber e portati al successo da molti artisti, di cui il più importante è stato Elvis Presley.

## Biografia
Nato nel Queens, distretto di New York, iniziò a suonare il pianoforte da bambino, andando a lezione da James P. Johnson, per poi trasferirsi nel 1949 a Los Angeles con la famiglia; l'anno dopo conobbe , con cui incominciò a collaborare.
La sua fama iniziò nel 1953 quando Big Mama Thornton registrò Hound Dog, che si impose in tutte le classifiche di vendita; il brano venne reinciso in chiave rock & roll da Elvis Presley.
Oltre alle canzoni scritte con Leiber, ha composto con Bert Russell la musica di He Kiss, successo di Betty Harris. 
Nel 2011 Stoller compose, insieme ad Artie Butler, la musica del musical The People in the Picture, con i testi scritti da Iris Rainer Dart. 
Stoller e Butler hanno avuto nel 2011 la nomination per il Drama Desk Award.
Nel 2013 è stato il produttore del musical A Nigth with Janis Joplin.
Stoller ha inoltre partecipato mel 1957 al film Il delinquente del rock and roll di Richard Thorpe, nella scena ambientata in studio di registrazione in cui lo si vede al pianoforte mentre suona.
Nel 2024, all'età di 91 anni, ha composto le musiche per le canzoni del musical Beaches – The Musical, basato sull'omonimo film, allestito a Calgary.
Fu uno dei passeggeri superstiti del naufragio del transatlantico italiano Andrea Doria, avvenuto tra il 25 ed il 26 luglio 1956 a seguito di una collisione con la nave Stockholm al largo di Nantucket (USA); proprio per questo motivo viene coinvolto nella scrittura delle musiche del documentario prodotto da un'altra sopravvissuta, Pierette Domenica Simpson, realizzato dal regista italiano Luca Guardabascio nel 2016.

## Principali canzoni composte da Mike Stoller
- Charlie Brown
- Hound Dog
- I'm a Woman
- Is That All There Is?
- Jailhouse Rock
- Kansas City
- Love Potion No. 9
- Lucky Lips
- On Broadway
- Poison Ivy
- Ruby Baby
- Searchin'
- Smokey Joe's Cafe
- Stand by Me (con Ben E. King)
- Yakety Yak
- Young Blood (con Doc Pomus)
- (You're So Square) Baby I Don't Care